# Konge af Frankrig og Navarra
Konge af Frankrig og Navarra (fransk: Roi de France et de Navarre, baskisk: Frantziako eta Nafarroako Erregea) var en titel, som de franske konger brugte i perioder mellem 1285 og 1830.   
Frankrig og Navarra var i personalunion i 1285 – 1328. I 1515 erobrede de spanske stater Øvre Navarra (den sydlige del af Navarra), mens Nedre Navarra (den nordlige del af Navarra) beholdt sin selvstændighed. 
Nedre Navarra og Frankrig var i personalunion i 1589 – 1620.  
Nedre Navarra blev forenet med Frankrig i 1620, men beholdt et vist selvstyre frem til 1790, fx nægtede Nedre Navarra at sende delegerede til den franske stænderforsamling i 1789.
Man sendte alligevel delegerede til Versailles, men kun for at de skulle forhandle med Ludvig 16. i hans egenskab som konge af Navarra.  
I 1790 blev Nedre Navarra indlemmet i departementet Basses-Pyrénées, der skiftede navn til Pyrénées-Atlantiques i 1969. 
Ludvig 16.s yngre brødre (Ludvig 18. og Karl 10. ) regerede i 1814–1830. De genoptog  titlen Konge af Frankrig og Navarra. I deres regeringstid var Nedre Navarra ikke en administrativ enhed, men kun et geografisk område i departementet Basses-Pyrénées.  

## Personalunion 1285 –  1328
- 1284–1305: Filip 1. af Navarra (Filip 4. den Smukke af Frankrig) var fransk konge fra 1285 til 1314. Han konge af Navarra i 1284 – 1305.
- 1305–1316: Ludvig 1. af Navarra (Ludvig 10. den Stridbare af Frankrig), konge af Navarra fra 1305 og af Frankrig fra 1314 til sin død.
- 1316: Johan 1. (den posthume ), søn af Ludvig 1., titulær barnekonge af Frankrig og Navarra. Søn af Ludvig den Stidbare. Han levede kun i fem dage.
- 1316–1322: Filip 2. af Navarra (Filip 5. den Lange af Frankrig) var konge af Frankrig og Navarra i 1316–1322. Han var næstældste søn af Filip 4. af Frankrig og Johanne 1. af Navarra, bror til Ludvig 10. den Stridbare af Frankrig og Karl 4. den smukke af Frankrig.
- 1322–1328: Karl 1. af Navarra (Karl 4. den Smukke af Frankrig) var konge af Navarra og Frankrig i 1322–1328.
- 1328–1349: Johanne 2. af Navarra var regerende dronning af Navarra mellem 1328 og 1349. Hun var eneste datter af Ludvig 10. den Stridbare. Hun var søster til barnekongen Johan den posthume og kusine til Karl den Smukke. Efter kong Karls død blev Filip 6. konge af Frankrig. Han var sønnesøn af Filip 3. af Frankrig og desuden fætter til Johannes officielle far (Ludvig 10.). Ved Karl den Smukkes død blev Johanne 2. tvunget til at give afkald på sine franske arvekrav, og hun blev aldrig dronning af Frankrig.

## Personalunion 1589 –  1620
- 1572–1610: Henrik 3. den store af Navarra (Henrik 4. af Frankrig) var konge af Frankrig i 1589-1610 og af Navarra i 1572–1610. Han var den første konge fra Huset Bourbon . Han var søn Anton af Bourbon og Johanne 3. af Navarra.
- 1610–1643: Ludvig 13. af Frankrig var konge af Frankrig og Navarra i 1610–1643.

## Realunion 1620 – 1790
Nedre Navarra blev forenet med Frankrig i 1620, men beholdt et vist selvstyre frem til 1790.
- 1610-1643: Ludvig 13.
  - (Marie af Medici (regerede for Ludvig 13.) 1610-1614)
- 1643-1715: Louis XIV Solkongen	
  - (Anna af Østrig (regerede for Ludvig 14.) i 1643-1651)
- 1715-1774 Ludvig 15.
  - (Filip 2. af Orleans (regerede for Ludvig 15.) i 1715-1723)
- 1774-1792: Ludvig 16.

## Del af departementet Basses-Pyrénées, 1790 – 1792 og 1814 – 1830
I 1790 blev de franske dele af Navarra indlemmet i departementet Basses-Pyrénées, der skiftede navn til Pyrénées-Atlantiques i 1969. 
- 1774-1792: Ludvig 16.
- 1814-1824: Ludvig 18.
- 1824-1830: Karl 10.